# 埃氏笛鯛

+
埃氏笛鯛，為輻鰭魚綱鱸形目鱸亞目笛鯛科的其中一種，分布於印度西太平洋區，從紅海、東非至所羅門群島、馬里亞納群島海域，棲息深度5-20公尺，體長可達35公分，棲息在沿海淺水域、河口區，屬肉食性，以魚類、無脊椎動物為食，可做為食用魚。